# Ninh Quới
Ninh Quới là một xã thuộc tỉnh Cà Mau, Việt Nam.

## Địa lý
Xã Ninh Quới có vị trí địa lý:
- Phía đông và phía bắc giáp thành phố Cần Thơ
- Phía tây giáp xã Hồng Dân
- Phía nam giáp xã Phước Long.

Xã Ninh Quới có diện tích 73,12 km², dân số năm 2024 là 32.661 người, mật độ dân số đạt 446 người/km².

## Lịch sử
Ngày 24 tháng 12 năm 1961, xã Ninh Quới thuộc tổng Thanh Bình, quận Phước Long.
Năm 1963, xã Ninh Quới thuộc tổng Thiện Hạnh, quận Kiên Thiện.
Sau năm 1975, xã Ninh Quới thuộc huyện Hồng Dân, tỉnh Bạc Liêu.
Ngày 20 tháng 9 năm 1975, Bộ Chính trị ban hành Nghị quyết số 245-NQ/TW về việc hợp nhất tỉnh Bạc Liêu, tỉnh Cà Mau và 2 huyện An Biên, Vĩnh Thuận (ngoại trừ 2 xã Đông Yên và Tây Yên) của tỉnh Rạch Giá thành một tỉnh mới, tên gọi tỉnh mới cùng với nơi đặt tỉnh lỵ sẽ do địa phương đề nghị lên.
Ngày 20 tháng 12 năm 1975, Bộ Chính trị ban hành Nghị quyết số 19/NQ về việc hợp nhất tỉnh Bạc Liêu và tỉnh Cà Mau thành một tỉnh mới, tên gọi tỉnh mới cùng với nơi đặt tỉnh lỵ sẽ do địa phương đề nghị lên.
Ngày 24 tháng 2 năm 1976, Chính phủ Cách mạng Lâm thời Cộng hòa miền Nam Việt Nam ban hành Nghị định số 3/NQ/1976 về việc hợp nhất tỉnh Bạc Liêu và tỉnh Cà Mau thành một tỉnh mới, lấy tên là tỉnh Bạc Liêu – Cà Mau. Xã Ninh Quới thuộc huyện Hồng Dân, tỉnh Bạc Liêu – Cà Mau.
Ngày 10 tháng 3 năm 1976, Chính phủ ban hành Nghị quyết về việc thành lập tỉnh Minh Hải trên cơ sở đổi tên tỉnh Bạc Liêu – Cà Mau. Khi đó, xã Ninh Quới thuộc huyện Hồng Dân, tỉnh Minh Hải.
Ngày 25 tháng 7 năm 1979, Hội đồng Bộ trưởng ban hành Quyết định số 275-CP về việc chia xã Ninh Quới thành 3 xã: Ninh Quới, Ninh Quới A, Ninh Quới B.
Ngày 9 tháng 11 năm 1990, Ban Tổ chức – Cán bộ của Chính phủ ban hành Quyết định số 483/QĐ-TCCP về việc sáp nhập xã Ninh Quới A và xã Ninh Quới B vào xã Ninh Quới.
Ngày 6 tháng 11 năm 1996, Quốc hội ban hành Nghị quyết về việc chia tỉnh Minh Hải thành tỉnh Bạc Liêu và tỉnh Cà Mau. Khi đó, xã Ninh Quới thuộc huyện Hồng Dân, tỉnh Bạc Liêu.
Ngày 25 tháng 8 năm 1999, Chính phủ ban hành Nghị định số 82/1999/NĐ-CP về việc thành lập xã Ninh Quới A thuộc huyện Hồng Dân trên cơ sở 3.691 ha diện tích tự nhiên và 14.047 nhân khẩu của xã Ninh Quới.
Sau khi điều chỉnh địa giới hành chính, xã Ninh Quới có 3.235 ha diện tích tự nhiên và 11.569 nhân khẩu.
Ngày 25 tháng 9 năm 2000, Chính phủ ban hành Nghị định số 51/2000/NĐ-CP về việc thành lập huyện Phước Long trên cơ sở một phần diện tích tự nhiên và dân số của huyện Hồng Dân. Xã Ninh Quới và xã Ninh Quới A trực thuộc huyện Hồng Dân.
Ngày 16 tháng 1 năm 2023, UBND tỉnh Bạc Liêu ban hành Quyết định số 82/QĐ-UBND về việc công nhận xã Ninh Quới A đạt tiêu chuẩn đô thị loại V.
Tính đến ngày 31/12/2024:
- Xã Ninh Quới có 10 ấp: Ninh Bình, Ninh Điền, Ninh Phú, Ninh Thành, Ninh Tân, Ngan Kè, Ngọn, Phú Tân, Vàm, Xóm Tre.
- Xã Ninh Quới A có 10 ấp: Ninh Chài, Ninh Chùa, Ninh Hiệp, Ninh Hòa, Ninh Lợi, Ninh Tiến, Ninh Phước, Ninh Thành, Ninh Thạnh, Ninh Thuận.

Ngày 16 tháng 6 năm 2025, Ủy ban Thường vụ Quốc hội ban hành Nghị quyết số 1655/NQ-UBTVQH15 về việc sắp xếp các đơn vị hành chính cấp xã của tỉnh Cà Mau năm 2025 (nghị quyết có hiệu lực từ ngày 16 tháng 6 năm 2025). Theo đó, sáp nhập toàn bộ 40,70 km² diện tích tự nhiên, quy mô dân số 18.667 người của xã Ninh Quới A vào toàn bộ 32,42 km² diện tích tự nhiên, quy mô dân số 13.994 người của xã Ninh Quới thuộc huyện Hồng Dân, tỉnh Bạc Liêu.
Xã Ninh Quới có 73,12 km² diện tích tự nhiên và quy mô dân số là 32.661 người.